# Organiste à ventre roux
Euphonia rufiventris
Espèce
Statut de conservation UICN

 LC  : Préoccupation mineure
L’Organiste à ventre roux (Euphonia rufiventris) est une espèce de passereaux d'Amérique appartenant à la famille des Fringillidae.

## Répartition et sous-espèces
Cet oiseau est répandu à travers la forêt amazonienne.
Selon la classification de référence du Congrès ornithologique international (14.2, 2024) :
- E. r. rufiventris (Vieillot, 1819) — de l'est de la Colombie au sud en passant par l'est de l'Équateur, du Pérou et le nord de la Bolivie (río Surutú à Santa Cruz) et l'Amazonie brésilienne (à l'est jusqu'au rio Negro, à proximité du Xingu et du centre-est du Pará, au sud jusqu'au centre du Mato Grosso)
- E. r. carnegiei Dickerman, 1988 — sud du Venezuela (jusqu'aux sources de l'Orénoque, Ventuari, Paragua, Cauca, Cuyuní).

## Habitat
Son naturel d'habitat est les forêts subtropicales ou tropicales humides de plaine.